# Saky
Saky (em ucraniano e russo: Саки; em tártaro da Crimeia:  Saq) é uma cidade da Ucrânia. Tem 29 km² de área e sua população em 2014 foi estimada em 25.146 habitantes.